# Ален Сільвен Амугу
Ален Сільвен Амугу (фр. Alain Sylvain Amougou; 6 вересня 1973, Яунде, Камерун) — камерунський футболіст, нападник. Перший африканський легіонер «Металіста».

## Життєпис
Ален Сільвен Амугу народився 6 вересня 1973 року у місті Яунде. Проте виріс у Франції (завдяки цьому отримав ще й французьке громадянство). На молодіжному рівні виступав у французькому «Кані», разом з легендарним Патріком Вієйра. Пзініше захищав кольори французького клубу РК Париж, а також камерунські «Канон Яунде» та «Сен-Луїзьєн». Напередодні свого переїзду до Харкова захищав кольори південноафриканського клубу «Мамелоді Сандаунз».
Проте через фінансові проблеми в своєму клубі вирішив спробувати свої сили в Європі. Влітку 2002 року перебував на перегляді в багатьох європейських клубах, допоки не приїхав до Харкова. Тодішньому тренеру «Металіста» Михайлу Фоменку камерунець сподобався й він уклав контракт. 27 липня 2002 року він дебютував у харківській команді у нічийному (1:1) домашньому поєдинку 5-го туру вищої ліги чемпіонату України проти столичної «Оболоні». Амугу вийшов на поле на 80-й хвилині, замінивши у тому матчі Олександра Паляницю. Загалом у сезоні 2002/03 років у футболці харківського клубу зіграв лише 4 поєдинки, ще 1 матч за «Металіст» провів у кубку України.
Про кар'єру Алена після від'їзду з Харкова відомо небагато. Відомо, що він перебував на перегляді у шведських клубах «Гетеборг» та «Норрчепінг». Потім виступав у аматорських клубах Франції.